# Teitanblood
Teitanblood — испанская блэк-дэт-метал-группа, образованная в 2003 году. Группа базируется в Мадриде. Группа выпустила свой дебютный альбом Seven Chalices в 2009 году. Его продолжение, Death, было выпущено 13 мая 2014 года на лейблах The Ajna Offensive и Norma Evangelium Diaboli. Death занял 26 место в списке 40 лучших альбомов 2014 года по версии журнала Decibel.
Дебютный альбом группы был описан BrooklynVegan как «самый диссонансный, разрушительный и, в конечном итоге, неукротимый блэк-дэт-метал за долгое время», а их последующий альбом был назван Pitchfork «вооружённым гибридом двух жанров». В музыке группы также прослеживается влияние таких групп, как Repulsion, Necrovore и ранних Incantation, а также дэт-думовых работ Криса Райферта и трэш-метала.

## Состав

### Нынешний состав
- NSK — бас-гитара, гитара, вокал (2003—н.в.)
- J — ударные (2005—н.в.)
- Javi Bastard (Javier Félez) — гитара (2017—н.в.)
- CG Santos — эффекты, программирование (2008—н.в.)

### Бывшие участники
- Tyrant Spear Carrier of Barbaric Blood Sacrifice (Defernos) — ударные (2003—2005)
- Juan Carlos Deus — гитара (2003—2009)

## Дискография

### Студийные альбомы
- Seven Chalices (2009)
- Death (2014)
- The Baneful Choir (2019)

### EP и сплиты
- Proclamation / Teitanblood (2005)
- Teitanblood / Necros Christos (2006)
- Purging Tongues (2011)
- Woven Black Arteries (2012)
- Accursed Skin (2016)

### Сборники
- Black Putrescence of Evil (2009)

### Демо
- Genocide Chants to Apolokian Dawn (2004)